# Давша
Давша́ (изначально Давше́; бур. Дабшаа) — упразднённый посёлок в Северо-Байкальском районе Бурятии. Входил в городское поселение «Посёлок Нижнеангарск». В 1946—1999 гг. — центральная усадьба Баргузинского заповедника.

## География

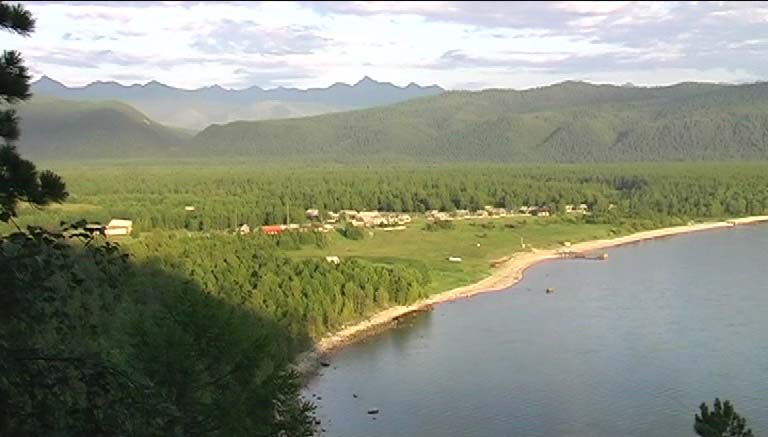
Вид на Давшу с мыса Немнянда

Располагался на берегу губы Давша озера Байкал, образованной мысами Тоненький и Валукан (Зырянский) у впадения реки Давша на древней береговой террасе. Урез воды в районе посёлка — 456 м над ур. моря. К северу от Давши в озеро выступает мыс Немнянда. К югу от посёлка в губу впадает река Южный Биракан, далее к мысу Валукан идёт берег Черского (Кошели). Название Давша имеет эвенкийские корни и означает «луга», «широкая открытая местность».

## Инфраструктура

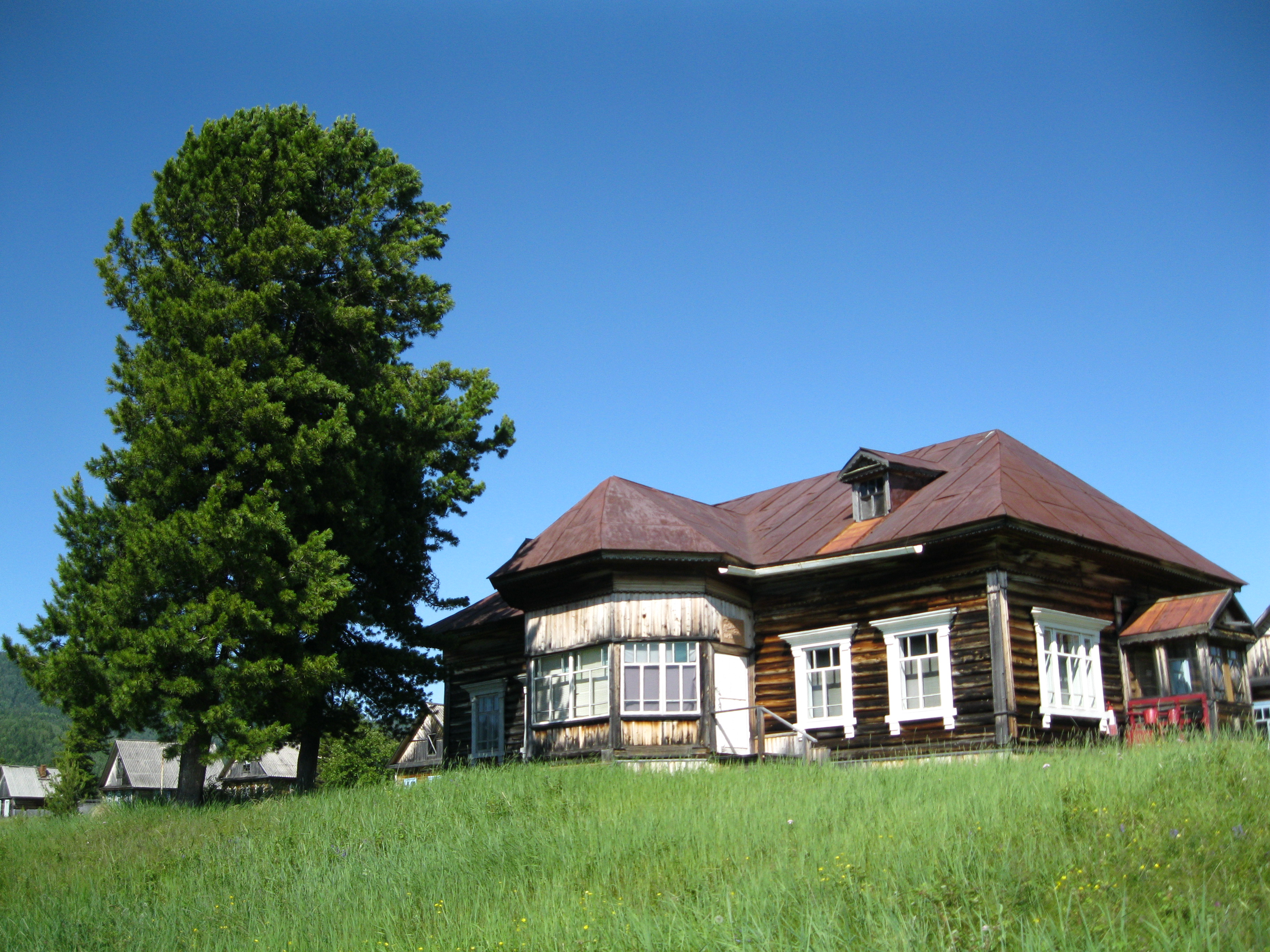
Здание научного отдела Баргузинского заповедника и Музея природы

В урочище располагаются Научный отдел Баргузинского заповедника, метеостанция, баня на геотермальном источнике, музей природы, отель «Подлеморье», пристань. 

## История

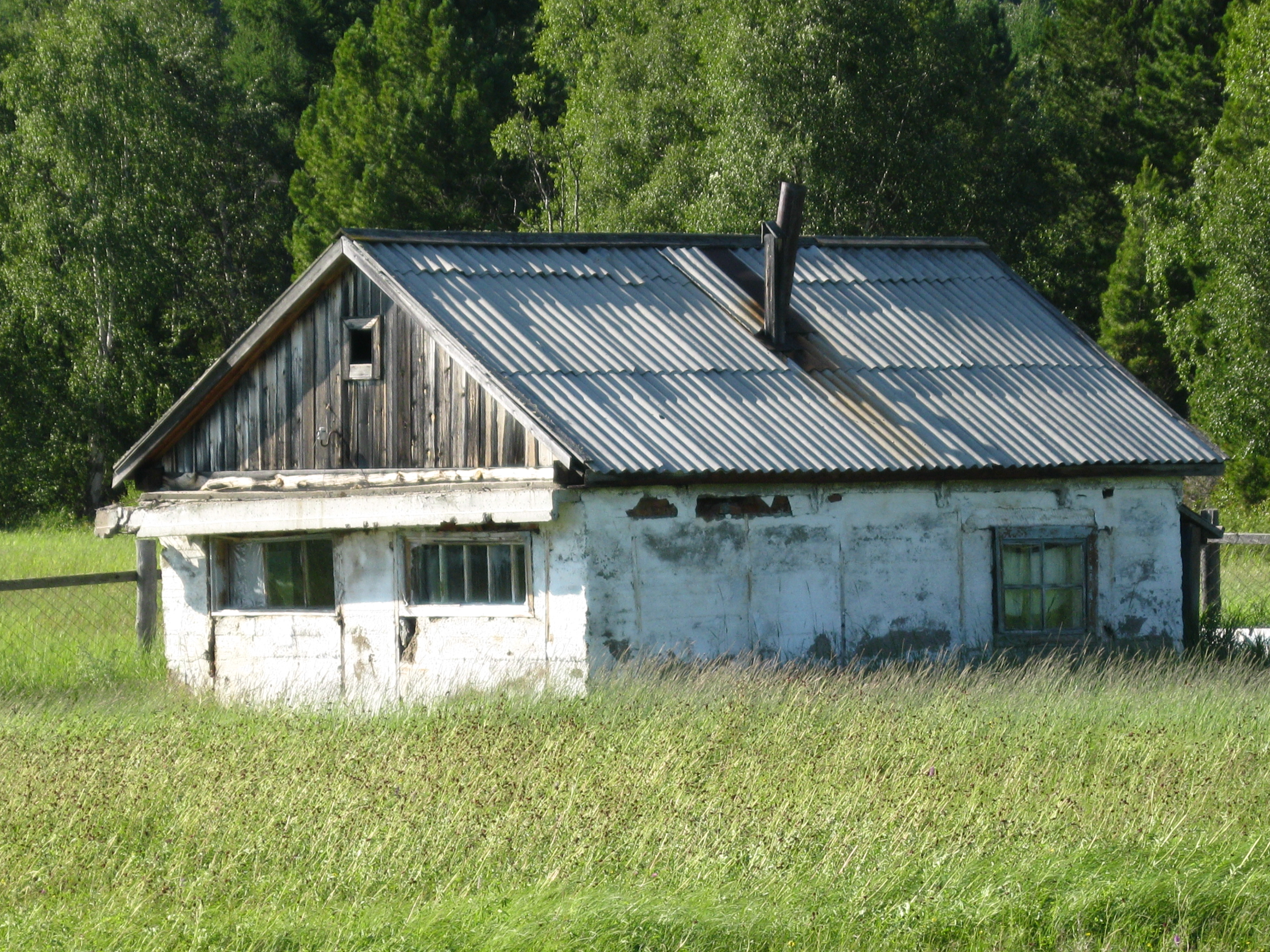
Купальня на геотермальном источнике

Основан в 1946 году с переносом центральной усадьбы Баргузинского заповедника  из губы Сосновка (Южный кордон) на место эвенкийского стойбища Давше. 
7 августа 1967 года населённые пункты Давша и Сосновка переданы из Баргузинского района в Северо-Байкальский район.
До 1990-х годов в посёлке действовали школа, клуб, почта, электростанция и аэродром. В 1999 году центральная усадьба Баргузинского заповедника из посёлка Давша перенесена в Нижнеангарск. 
Из репортажа Юрия Сибирякова (ГТРК «Бурятия»): Через тридцать километров — Давша. Центральная усадьба Баргузинского заповедника. После весенней распутицы мы первые, кто посетил эти края. Ещё тридцать лет назад благодаря заповеднику здесь бурлила жизнь. Работал аэропорт, начальная школа, ходила почта, а вечерами собирались в клубе. Сегодня — переселённый и забытый посёлок. Остались лишь метеостанция и основная база заповедника, где круглый год живут и работают инспекторы. Для нового руководства «Заповедного Подлеморья» это место — прекрасная возможность для развития туризма, в планах восстановить малую авиацию. В гаражах простаивает техника, которая сегодня могла бы работать на пожарах и в научных целях. Все предстоит обсчитать и рационально использовать.
Упразднён 14 декабря 2023 года Постановление Народного Хурала Республики Бурятия.

## Население
| 1991 | 2002 | 2010 | 2011 | 2012 | 2013 | 2014 |
| ---- | ---- | ---- | ---- | ---- | ---- | ---- |
| 114  | ↘51  | ↘18  | ↘16  | ↘13  | ↘11  | ↗12  |
| 2015 | 2016 | 2017 | 2018 | 2019 | 2020 | 2021 |
| ↗13  | →13  | ↗15  | ↘12  | ↘11  | ↗12  | ↘6   |
| 2023 | 2024 |      |      |      |      |      |
| ↘0   | →0   |      |      |      |      |      |

Максимальное население за всю историю посёлка отмечалось в 1991 — 114 чел.